# آلووا سی. الیسر
آلووا کریستین الیسر (۱۸۹۲–۱۹۶۴) یک زمین‌شناس و یکی از اولین چینه‌شناسان زن در آمریکای شمالی بود.

## اوایل زندگی
آلووا سی. الیسر در ۲۶ آوریل ۱۸۹۲ در گلوستون، تگزاس متولد شد. او در سن هشت‌سالگی از طوفان بزرگ گلوستون ۱۹۰۰ جان سالم به در برد. دو برادر نوزادش در این رویداد کشته شدند.
الیسر که شاگرد ممتاز کلاس خود بود، بعدها در سال ۱۹۱۵ به‌عنوان دانشجوی ممتاز در زمین‌شناسی از دانشگاه تگزاس فارغ‌التحصیل شد و یکی از دو زنی بود که در این رشته فارغ‌التحصیل شدند.
پس از فارغ‌التحصیلی، الیسر در دبیرستان بال موقعیت تدریس داشت.
این موقعیت کوتاه‌مدت بود زیرا او تصمیم گرفت به دانشگاه بازگردد و به امید تبدیل‌شدن به استاد، به تحصیل ادامه دهد. همزمان با تحصیل، الیسر در زمینه زمین‌شناسی تحت نظارت استادان خود، پروفسور فرانسیس ال. ویتنی و پروفسور هال پی. بایبی تحقیق می‌کرد. یکی از اولین مقالات پژوهشی او کمی پس از آن، در سال ۱۹۱۸ منتشر شد که شامل کشفیات متعدد سنگواره‌های او بود.
همین سنگواره‌ها در کتاب راهنمای فسیل‌های کرتاسه تگزاس، توسط دبلیو. اس. آدکین (۱۹۲۸) گنجانده شدند. در همان سال، الیسر به‌عنوان استاد در دانشگاه کانزاس مشغول به تدریس زمین‌شناسی شد و در سال ۱۹۱۹ توانست تجربه خود را در همکاری با بررسی زمین‌شناسی کانزاس اعمال کند.

## حرفه
در سال ۱۹۲۰، آلووا سی. الیسر دوباره حرفه خود را تغییر داد و شروع به کار برای شرکت نفت و پالایش هومبل کرد. او به‌طور خاص توسط والاس پرت برای طراحی یک آزمایشگاه زیرسطحی استخدام شد که برای نشان دادن توسعه نفت و گاز طبیعی و همچنین سایر مواد معدنی فعالیت می‌کرد.
این همان جایی بود که او واقعاً توانست در زمینه مطالعه زمین‌شناسی نفت نامی برای خود بسازد و دستاوردهای زیادی را برای زنان در زمین‌شناسی رقم بزند. الیسر آزمایشگاهی طراحی و افتتاح کرد که بر دوره‌های زمانی ترشیاری و کرتاسه متمرکز بود. تنها چند ماه پس از افتتاح آزمایشگاه، او یک کشف عمده از فرامینیفرها در یکی از چاه‌های شرکت در گوس کریک انجام داد.
مطالعات او بر روی فرامینیفرها به وجود صخره‌های مرجانی دوره الیگوسن در گنبد نمکی دامون ماوند در شهرستان برازوریا اشاره کرد. برخی از نمونه‌های او در مجموعه نوع NPL نگهداری می‌شوند.
او یکی از اولین کسانی بود که پتانسیل استفاده از فرامینیفرها برای همبستگی سنگ‌ها از مغزه‌های حفاری را دید.
این یافته‌ها اساس برخی از معروف‌ترین نوشته‌های او در سال‌های آینده بود.
آلووا سی. الیسر یکی از اولین چینه‌شناسان زن و یکی از برجسته‌ترین میکروپالئونتولوژیست‌های اقتصادی در ایالات متحده بود و تأثیر پایداری در زمینه زمین‌شناسی بر جای گذاشت و راه را برای بسیاری از زنان در این حوزه هموار کرد. هنگامی که او توسط شرکت نفت و پالایش هومبل برای کار در یک آزمایشگاه زیرسطحی استخدام شد، اولین زنی شد که برای یک شرکت در این حوزه فعالیت کرد – و همزمان توانست در ایجاد انجمن زمین‌شناسی هوستون کمک کند.
در مجلات متعدد خود با جوزف آگوستین کوشمن، آن‌ها فرامینیفرهای موجود را مطالعه کردند و پانزده گونه جدید و هفت گونه متفاوت را کشف کردند.
با وجود مشارکت‌هایش، او برای کشف خود در زمینه فرامینیفرها در کتاب سفر جویندگان نفت نوشته ادوین اوون اعتبار نگرفت، که تنها از جِی. اِی. آدن، ادوین تی. دامبل، جوزف آگوستین کوشمن و جسی جی. گالووی نام برد. با این حال، این چهار نفر تنها با استفاده از تحقیقات خود الیسر و نویسندگان مشترکش استر اپلین و هدویگ کنیکر توانستند به نتایج خود دست یابند.
الیسر، همراه با اپلین و کنیکر، همگی ایده استفاده از میکروفسیل‌ها برای شناسایی و یافتن نفت را پیشنهاد دادند. آلووا سی. الیسر به‌طور مستقل همچنان تأثیرگذار بود و کارهایش توسط بسیاری از سازمان‌های زمین‌شناسی معروف در ایالات متحده منتشر شد. از دستاوردهای برجسته او می‌توان به عضویت در انجمن زمین‌شناسی آمریکا و معاونت انجمن زمین‌شناسی هوستون به مدت دو سال اشاره کرد.
الیسر بیش از بیست سال برای شرکت نفت و پالایش هومبل کار کرد تا اینکه در سال ۱۹۴۷ بازنشسته شد. او در طول حرفه خود در اقدامات خیریه شرکت داشت و کتابخانه زمین‌شناسی خود شامل ۳۰۰۰ جلد را به دانشگاه تگزاس اهدا کرد.
او در تاریخ ۲۲ سپتامبر ۱۹۶۴، در سن هفتادودو سالگی در گلوستون، تگزاس درگذشت.